# 光学 (アイザック・ニュートン)

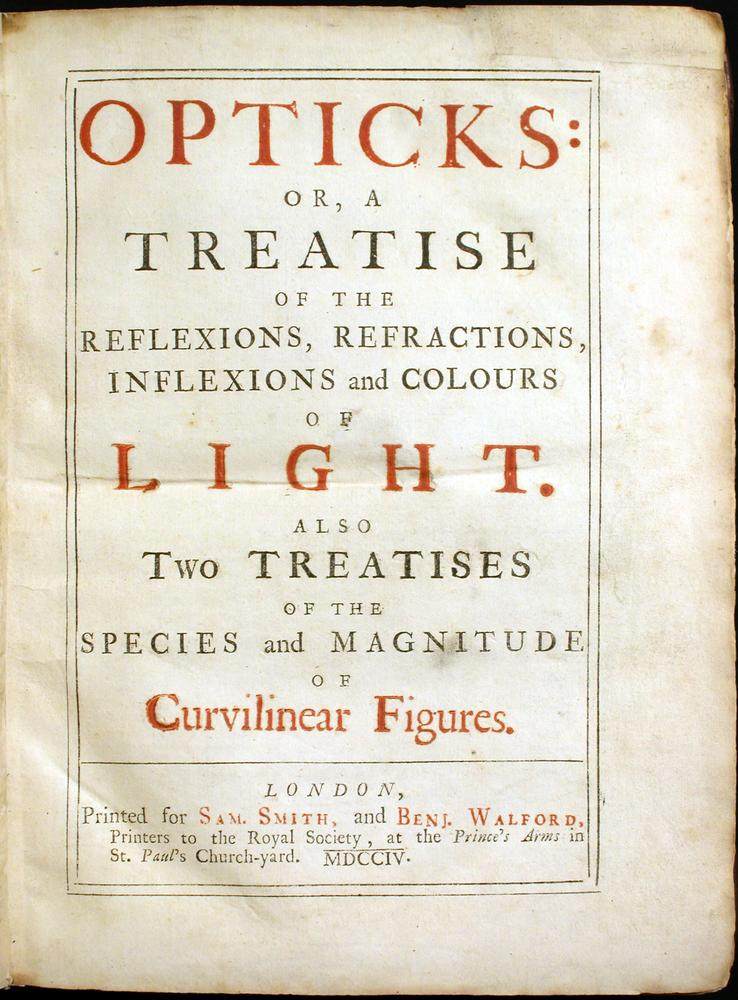
1704年の初版。Opticks or a treatise of the reflections, refractions, inflections and colours of light

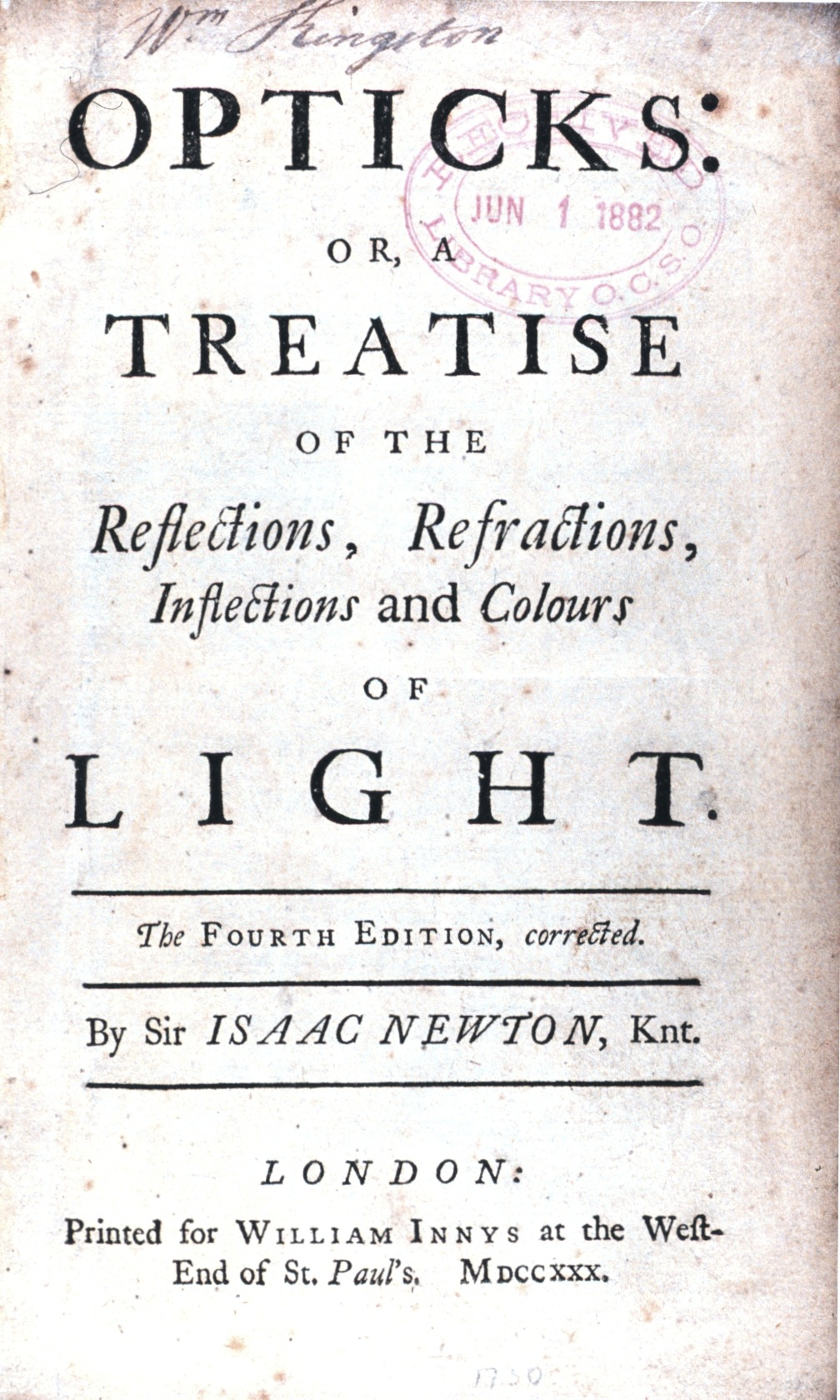
1730年の第4版

『光学』（こうがく、Opticks）は、アイザック・ニュートンの主著のひとつで、光学研究の著作。1704年刊。

## 概説
ニュートンが1660年代からおこなっていた光学研究を集大成した書物である。『自然哲学の数学的諸原理』がラテン語で書かれていたのに対して、この書は英語で書かれており、この書でニュートンが示した世界観は18世紀の様々な文学作品などにも影響を及ぼすことになった。またいわゆる光の粒子説でも知られる。

### 構成・内容
序文の冒頭でニュートンは次のように語る。
「光に関する以下の議論は、一部は1675年に王立協会の諸氏の希望に応じて書き、やがて王立協会書記のもとに送られ、協会の会合の席上で発表されたものであり、残りの部分は12年ほどのちに書き加えられたのであった。」
第一篇は、1672年に王立協会で読み上げられた「光と色についての新理論」と内容的には一致しており、そこで提唱されていることは、白色光はあらゆる色の光が混ざったものである、ということや、色彩が異なると屈折率も異なる、ということである。これは、当時の常識「光は本来白色である」「屈折されることで色を帯びる」を覆すものである。
第二篇は、1675年に王立協会に送られた「観測を含む論述」をおおむね再録したものである。色彩現象を扱う。凸レンズを用いた巧みな実験によって、膜の厚みと現れる色とが関係していることを数量的に示した。（この色彩現象は現在では「Newton's ring ニュートン・リング」と呼ばれるようになっている）。
第三篇は回折現象を扱っている。
そして第三篇の末尾にQueries という章（queryを複数集めたもの）がある。このqueryは初版では16個であったが、版を重ねるごとにその数が増え、最終的には31個にまで増え、70ページほどにも及ぶ。

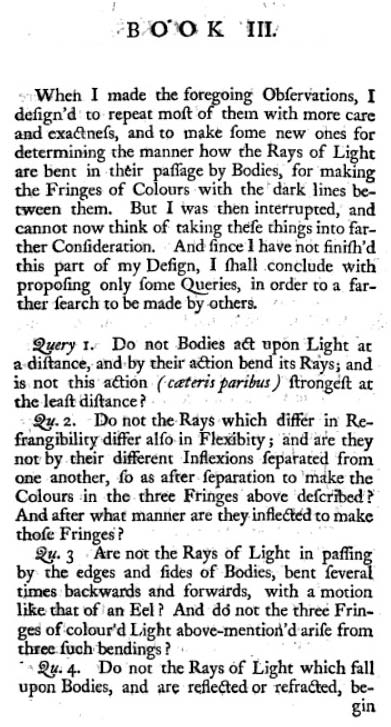
1730年版のQueriesの最初のページ

### Queries
第三篇の末尾のQueriesという文章群（queryは邦訳では「疑問」あるいは「問い」などと訳されている）は、後世まで大きな影響を及ぼしている。このQueriesの章というのは、ニュートンの光学観だけでなく彼の物質観や神観（神学）までが表明されていて、彼の自然哲学の本質的なところを示しており、彼に続く者たちに探求すべき課題を提示している。
20世紀に出版されたニュートン著作集の序文でバーナード・コーエンは次のように書いた。
『光学』の一般読者は、他の箇所よりも最後の「問い」の部分をもっぱら面白がるのではないかと思う (...中略) 『光学』は読者をして、偉大なるニュートンを導き手として、科学の未解決の大問題の領域を旅させてくれ、自然の全世界とその創造主との関係さえ垣間見させてくれるのである。

## 補足
ニュートンは1669年にケンブリッジ大学のルーカス教授職に就いてここで光学の講義を行っていた時期があったわけであるが、それによってこの著作刊行前からニュートンの光学理論は人に知られていたらしい。ジョン・ロックの『人間知性論』の1672年の草稿など確認すると判るという。

## 日本語訳
- 島尾永康訳『光学』、岩波文庫、1983年
- 堀伸夫・田中一郎訳『光学』、槇書店、1980年